# Alexis Segovia
Alexis Sebastián Segovia (Monte Grande, 15 giugno 2004) è un calciatore argentino, attaccante del Lanús.

## Carriera
Segovia è cresciuto nel settore giovanile del Lanús, con cui ha firmato il primo contratto professionistico nell'aprile del 2021. Ha debuttato in prima squadra il 3 luglio 2022 nell'incontro di Primera División perso 3-0 contro l'Unión (SF).
Rimasto inutilizzato nel 2023, nel febbraio del 2024 è stato ceduto in prestito all'Arsenal Sarandí, club con cui ha segnato il suo primo gol in carriera il 30 marzo contro il Chacarita Juniors in Primera B Nacional. Il giugno seguente il prestito è stato interrotto ed è passato con la stessa formula al Central Córdoba (SdE).

## Statistiche

### Presenze e reti nei club
Statistiche aggiornate al 14 maggio 2025.
| Stagione        | Squadra               | Campionato      | Campionato | Campionato | Coppe nazionali | Coppe nazionali | Coppe nazionali | Coppe continentali | Coppe continentali | Coppe continentali | Altre coppe | Altre coppe | Altre coppe | Totale | Totale | Totale |
| Stagione        | Squadra               | Comp            | Pres       | Reti       | Comp            | Pres            | Reti            | Comp               | Pres               | Reti               | Comp        | Pres        | Reti        | Pres   | Reti   |        |
| --------------- | --------------------- | --------------- | ---------- | ---------- | --------------- | --------------- | --------------- | ------------------ | ------------------ | ------------------ | ----------- | ----------- | ----------- | ------ | ------ | ------ |
| 2022            | Lanús                 | PD              | 2          | 0          | CA+CdL          | 1+0             | 0               | CS                 | -                  | -                  | -           | -           | -           | 3      | 0      |        |
| 2023            | Lanús                 | PD              | 0          | 0          | CA+CdL          | 0               | 0               | -                  | -                  | -                  | -           | -           | -           | 0      | 0      |        |
| 2024            | Arsenal Sarandí       | PBN             | 13         | 2          | CA              | 2               | 0               | -                  | -                  | -                  | -           | -           | -           | 15     | 2      |        |
| 2024            | Central Córdoba (SdE) | PD              | 11         | 0          | CA+CdL          | 3+0             | 0               | -                  | -                  | -                  | -           | -           | -           | 14     | 0      |        |
| 2025            | Lanús                 | PD              | 14         | 1          | CA              | 0               | 0               | CS                 | 4                  | 0                  | -           | -           | -           | 18     | 1      |        |
| Totale Lanús    | Totale Lanús          | Totale Lanús    | 16         | 1          |                 | 1               | 0               |                    | 4                  | 0                  |             | -           | -           | 21     | 1      |        |
| Totale carriera | Totale carriera       | Totale carriera | 40         | 3          |                 | 6               | 0               |                    | 4                  | 0                  |             | -           | -           | 50     | 3      |        |

## Palmarès

### Club

#### Competizioni nazionali
- Copa Argentina: 1

Central Córdoba (SdE): 2024